# Nash Advanced Eight

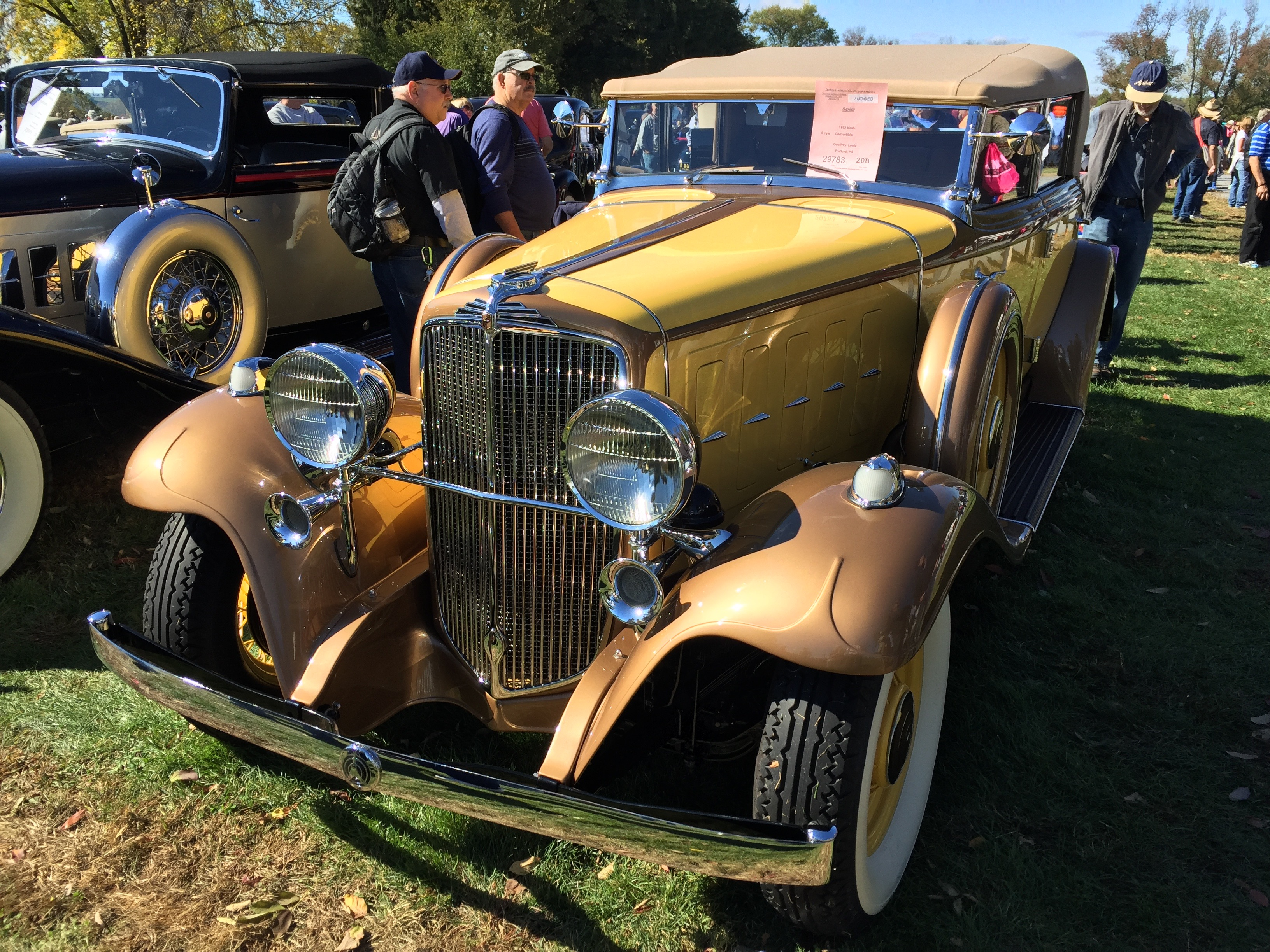
Nash Advanced Eight, 4-türiges Cabriolet, 1932

Der Nash Advanced Eight war eine Baureihe von Achtzylinder-PKWs der Nash Motors Company in Kenosha. Sie ersetzte zusammen mit dem größeren Ambassador Eight den 990 und wurde von 1932 bis 1935 gefertigt.
Wie sein Vorgänger hatte der am 1. März 1932 eingeführte Advanced Eight, Modell 1090, ein Fahrgestell mit 3.378 mm Radstand. Er besaß einen obengesteuerten Achtzylinder-Reihenmotor mit 5.277 cm³ Hubraum (Bohrung × Hub = 85,7 mm × 114,3 mm), der 125 bhp (92 kW) bei 3.600/min abgab. Die Antriebs- und Bremsenkomponenten (Einscheiben-Trockenkupplung, 3-Gang-Getriebe mit Mittelschaltung, Hinterradantrieb, mechanische Bremsen an allen vier Rädern) stammten vom Vorjahresmodell. Es gab verschiedenste offene und geschlossene Aufbauten mit 2 bis 7 Sitzplätzen.
1933 bekam der Advanced Eight, Modell 1180, Fahrgestell und Motor des Modells Nash Special Eight aus dem Vorjahr und stieg somit eine Klasse ab, um sich deutlicher vom Spitzenmodell Ambassador zu unterscheiden. Der Radstand betrug nur noch 3.251 mm, der Motor hatte 4.274 cm³ Hubraum und leistete 100 bhp (74 kW) bei 3.200/min.
Im Jahr 1934 kam das Modell 1280 mit noch kürzerem Radstand daher, nämlich 3.073 mm. Die Linien der Karosserie wurden etwas fließender.
1935 erhielt der Wagen Modell 3580, wie sein größeres Schwestermodell Ambassador, eine stromlinienförmige Karosserie mit stark geneigtem Kühlergrill, tropfenförmigen Kotflügeln und Fließheck. Auch das offene Reserverad war verschwunden. Der Radstand wuchs wieder auf 3.175 mm.
1936 wurde der Advanced Eight, der schon im Vorjahr dem Ambassador stark ähnelte, nicht mehr angeboten und so durch diesen ersetzt.